# Perú en la Copa América 2021
La selección de Perú fue uno de los 10 equipos participantes en la Copa América 2021, torneo continental que se llevó a cabo del 13 de junio al 10 de julio de 2021 en Brasil. Fue la trigésima tercera participación de Perú.
Perú estuvo en el Grupo B, de acuerdo a las políticas de esta edición, junto a Brasil, Ecuador, Colombia y Venezuela. El 31 de mayo de 2021 se anunció a Brasil como sede de torneo, siendo así de manera consecutiva el anfitrión de los copas.

## Preparación
El seleccionado peruano llega al certamen como subcampeón de la edición de 2019 celebrada en Brasil. En aquella competición, quedó alineada en el grupo A, junto a Venezuela —con la que igualó sin goles—, Bolivia —a la que superó por 3-1— y la selección local —ante la que cayó por una goleada de 5-0—. La clasificación a las instancias finales se dio gracias al hecho de haber quedado como mejor tercera; no obstante, el ajustado pase a las rondas eliminatorias se vio equilibrado con los triunfos obtenidos ante Uruguay —por medio de los tiros desde el punto penal— y la bicampeona Chile —con una goleada de 3-0— en los cuartos de final y la semifinal, respectivamente. El combinado blanquirrojo quedó a las puertas del título, ya que en la final volvió a enfrentar a Brasil, ante la cual perdió por 3-1. Perú acabó redondeando su mejor participación en el torneo desde 1975.
Durante el transcurso de los meses restantes de 2019, la selección disputó cinco encuentros amistosos, de los cuales ganó uno, empató uno, y perdió tres.  Tuvo agendado un sexto partido ante Chile, pero fue suspendido luego de que los jugadores de aquel combinado decidieran no presentarse en respuesta a la grave situación situación política y social que afrontaba su país.  En marzo de 2020, Perú debió disputar los primeros dos partidos correspondientes a las eliminatorias para la Copa Mundial de 2022 ante Paraguay en Asunción, y Brasil como local; sin embargo, la pandemia de COVID-19 originada a fines de 2019 provocó que los compromisos fueran definitivamente postergados. Asimismo, la Copa América de Argentina y Colombia, originalmente a disputarse a mediados de 2020, fue reprogramada para junio y julio de 2021.

### Amistosos previos

#### Perú vs. Ecuador
| 5 de septiembre de 2019 | Perú | 0:1 (0:0) | Ecuador      | Red Bull Arena, Harrison, Estados Unidos                       |                                                                |
| 21:00 (UTC-4)           |      |           | Castillo 47' | Asistencia: 14 265 espectadores Árbitro(s): Armando Villarreal | Asistencia: 14 265 espectadores Árbitro(s): Armando Villarreal |

| Uniformes | Uniformes |
| --------- | --------- |
|           |           |

#### Brasil vs. Perú
| 10 de septiembre de 2019 | Brasil | 0:1 (0:0) | Perú         | Los Angeles Memorial Coliseum, Los Ángeles |                          |
|                          |        | Reporte   | L. Abram 85' | Árbitro(s): Jair Marrufo                   | Árbitro(s): Jair Marrufo |

| Uniformes | Uniformes |
| --------- | --------- |
|           |           |

#### Uruguay vs. Perú
| 11 de octubre de 2019 | Uruguay          | 1:0 (1:0) | Perú | Estadio Centenario, Montevideo |                               |
|                       | B. Rodríguez 17' | Reporte   |      | Árbitro(s): Arnaldo Samaniego  | Árbitro(s): Arnaldo Samaniego |

| Uniformes | Uniformes |
| --------- | --------- |
|           |           |

#### Perú vs. Uruguay
| 15 de octubre de 2019 | Perú            | 1:1 (1:0) | Uruguay      | Estadio Nacional, Lima    |                           |
|                       | C. González 34' | Reporte   | D. Núñez 80' | Árbitro(s): Mario Herrera | Árbitro(s): Mario Herrera |

| Uniformes | Uniformes |
| --------- | --------- |
|           |           |

#### Colombia vs. Perú
| 15 de noviembre de 2019 | Colombia         | 1:0 (0:0) | Perú | Hard Rock Stadium, Miami                                 |                                                          |
|                         | A. Morelos 90+3' | Reporte   |      | Asistencia: 38 000 espectadores Árbitro(s): Jair Marrufo | Asistencia: 38 000 espectadores Árbitro(s): Jair Marrufo |

| Uniformes | Uniformes |
| --------- | --------- |
|           |           |

#### Perú vs. Chile
| 19 de noviembre de 2019                                                 | Perú | Cancelado | Chile |  |  |
| El partido fue cancelado debido a la crisis social que atraviesa Chile. |      |           |       |  |  |

### Eliminatorias para la Copa Mundial de 2022

#### Paraguay vs. Perú
| Fecha 1; 8 de octubre de 2020 19:30 (UTC-3) | Paraguay       | 2:2 (0:0) | Perú             | Estadio Defensores del Chaco, Asunción                                     |                                                                            |
|                                             | Romero 66' 81' | Reporte   | Carrillo 52' 85' | Asistencia: 0 espectadores Árbitro(s): Néstor Pitana VAR: Daniel Fedorczuk | Asistencia: 0 espectadores Árbitro(s): Néstor Pitana VAR: Daniel Fedorczuk |

| Uniformes | Uniformes |
| --------- | --------- |
|           |           |

#### Perú vs. Brasil
| Fecha 2; 13 de octubre de 2020, 19:00 (UTC-5) | Perú                    | 2:4 (1:1) | Brasil                                               | Estadio Nacional, Lima                                                |                                                                       |
|                                               | Carrillo 6' · Tapia 59' | Reporte   | Neymar 28' (pen.) 83' (pen.) 90+4' · Richarlison 64' | Asistencia: 0 espectadores Árbitro(s): Julio Bascuñán VAR: Piero Maza | Asistencia: 0 espectadores Árbitro(s): Julio Bascuñán VAR: Piero Maza |

| Uniformes | Uniformes |
| --------- | --------- |
|           |           |

#### Chile vs. Perú
| Fecha 3; 13 de noviembre de 2020,20:00 (UTC-3) | Chile         | 2:0 (2:0) | Perú | Estadio Nacional, Santiago                                                   |                                                                              |
|                                                | Vidal 20' 35' |           |      | Asistencia: 0 espectadores Árbitro(s): Esteban Ostojich VAR: Leodán González | Asistencia: 0 espectadores Árbitro(s): Esteban Ostojich VAR: Leodán González |

| Uniformes | Uniformes |
| --------- | --------- |
|           |           |

#### Perú vs. Argentina
| Fecha 4; 17 de noviembre de 2020,19:30 (UTC-5) | Perú | 0:2 (0:2) | Argentina                   | Estadio Nacional, Lima                                                 |                                                                        |
|                                                |      | Reporte   | González 17' · Martínez 28' | Asistencia: 0 espectadores Árbitro(s): Wilmar Roldán VAR: Andrés Rojas | Asistencia: 0 espectadores Árbitro(s): Wilmar Roldán VAR: Andrés Rojas |

| Uniformes | Uniformes |
| --------- | --------- |
|           |           |

#### Perú vs. Colombia
| Fecha 7; 3 de junio de 2021, 21:00 (UTC-5) | Perú | 0:3 (0:1) | Colombia                        | Estadio Nacional, Lima                                                  |                                                                         |
|                                            |      | Reporte   | Mina 40' · Uribe 49' · Díaz 55' | Asistencia: 0 espectadores Árbitro(s): Wilton Sampaio VAR: Wagner Reway | Asistencia: 0 espectadores Árbitro(s): Wilton Sampaio VAR: Wagner Reway |

| Uniformes | Uniformes |
| --------- | --------- |
|           |           |

#### Ecuador vs. Perú
| Fecha 8; 8 de junio de 2021, 16:00 (UTC-5) | Ecuador     | 1:2 (0:0) | Perú                      | Estadio Rodrigo Paz Delgado, Quito                                        |                                                                           |
|                                            | Plata 90+2' | Reporte   | Cueva 62' · Advíncula 88' | Asistencia: 0 espectadores Árbitro(s): Esteban Ostojich VAR: Andrés Cunha | Asistencia: 0 espectadores Árbitro(s): Esteban Ostojich VAR: Andrés Cunha |

| Uniformes | Uniformes |
| --------- | --------- |
|           |           |

## Plantel
| No.   | Pos.           | Jugador             | Fecha de nacimiento (edad)         | Apa.           | Goles          | Club                      |
| ----- | -------------- | ------------------- | ---------------------------------- | -------------- | -------------- | ------------------------- |
| 1     | POR            | Pedro Gallese       | 23 de febrero de 1990 (31 años)    | 49             | 0              | Orlando City              |
| 2     | DEF            | Luis Abram          | 27 de febrero de 1996 (25 años)    | 7              | 0              | Vélez Sarsfield           |
| 3     | DEF            | Aldo Corzo          | 20 de mayo de 1989 (32 años)       | 27             | 0              | Universitario de Deportes |
| 4     | DEF            | Anderson Santamaría | 10 de enero de 1992 (29 años)      | 12             | 0              | Atlas                     |
| 5     | DEF            | Miguel Araujo       | 24 de octubre de 1994 (26 años)    | 13             | 0              | Emmen                     |
| 6     | DEF            | Miguel Trauco       | 25 de agosto de 1992 (28 años)     | 37             | 0              | Saint-Étienne             |
| 7     | MED            | Martín Távara       | 25 de marzo de 1999 (22 años)      | 0              | 0              | Sporting Cristal          |
| 8     | MED            | Sergio Peña         | 28 de noviembre de 1995 (25 años)  | 12             | 1              | Emmen                     |
| 9     | DEL            | Gianluca Lapadula   | 7 de febrero de 1990 (31 años)     | 7              | 3              | Benevento Calcio          |
| 10    | MED            | Christian Cueva     | 23 de noviembre de 1991 (29 años)  | 54             | 9              | Al-Fateh                  |
| 11    | DEL            | Alex Valera         | 16 de mayo de 1996 (25 años)       | 2              | 0              | Universitario de Deportes |
| 12    | POR            | Carlos Cáceda       | 27 de septiembre de 1991 (29 años) | 6              | 0              | FBC Melgar                |
| 13    | MED            | Renato Tapia        | 28 de julio de 1995 (25 años)      | 41             | 3              | Celta de Vigo             |
| 14    | MED            | Wilder Cartagena    | 23 de septiembre de 1994 (26 años) | 4              | 0              | Godoy Cruz                |
| 15    | DEF            | Christian Ramos     | 4 de noviembre de 1988 (32 años)   | 0              | 0              | Universidad César Vallejo |
| 16    | DEF            | Marcos López        | 20 de noviembre de 1999 (21 años)  | 7              | 0              | San Jose Earthquakes      |
| 17    | DEL            | Luis Iberico        | 6 de febrero de 1998 (23 años)     | 3              | 0              | FBC Melgar                |
| 18    | DEL            | André Carrillo      | 14 de junio de 1991 (29 años)      | 58             | 8              | Al-Hilal Saudí            |
| 19    | MED            | Yoshimar Yotún      | 7 de abril de 1990 (31 años)       | 85             | 2              | Cruz Azul                 |
| 20    | DEL            | Santiago Ormeño     | 4 de febrero de 1994 (27 años)     | 5              | 0              | Club Puebla               |
| 21    | POR            | José Carvallo       | 1 de marzo de 1986 (35 años)       | 0              | 0              | Universitario de Deportes |
| 22    | DEF            | Alexander Callens   | 4 de mayo de 1992 (29 años)        | 14             | 1              | New York City             |
| 23    | MED            | Alexis Arias        | 13 de diciembre de 1995 (25 años)  | 0              | 0              | FBC Melgar                |
| 24    | MED            | Raziel García       | 15 de febrero de 1994 (27 años)    | 3              | 0              | Cienciano                 |
| 25    | DEF            | Renzo Garcés        | 12 de junio de 1996 (25 años)      | 0              | 0              | Universidad César Vallejo |
| 26    | DEF            | Jhilmar Lora        | 24 de octubre de 2000 (20 años)    | 2              | 0              | Sporting Cristal          |
| D. T. | Ricardo Gareca | Ricardo Gareca      | Ricardo Gareca                     | Ricardo Gareca | Ricardo Gareca | Ricardo Gareca            |

## Participación

### Primera fase - Grupo B

#### Posiciones
| Selección | Pts | PJ | PG | PE | PP | GF | GC | Dif |
| --------- | --- | -- | -- | -- | -- | -- | -- | --- |
| Brasil    | 10  | 4  | 3  | 1  | 0  | 10 | 2  | +8  |
| Perú      | 7   | 4  | 2  | 1  | 1  | 5  | 7  | -2  |
| Colombia  | 4   | 4  | 1  | 1  | 2  | 3  | 4  | –1  |
| Ecuador   | 3   | 4  | 0  | 3  | 1  | 5  | 6  | –1  |
| Venezuela | 2   | 4  | 0  | 2  | 2  | 2  | 6  | –4  |

|  | Clasificados a los cuartos de final. |

#### Brasil vs. Perú
| Jornada 2; 17 de junio | Brasil                                                                 | 4:0 (1:0) | Perú | Estadio Nilton Santos, Río de Janeiro                                         |                                                                               |
| 21:00 (UTC-3)          | Alex Sandro 12' · Neymar 68' · Éverton Ribeiro 89' · Richarlison 90+3' | Reporte   |      | Asistencia: Sin espectadores Árbitro(s): Patricio Loustau VAR: Mauro Vigliano | Asistencia: Sin espectadores Árbitro(s): Patricio Loustau VAR: Mauro Vigliano |

| 23         | Guardameta     | Ederson         |     |
| 2          | Defensa        | Danilo          | 84' |
| 14         | Defensa        | Éder Militão    |     |
| 3          | Defensa        | Thiago Silva    |     |
| 6          | Defensa        | Alex Sandro     | 77' |
| 19         | Centrocampista | Éverton         | 46' |
| 8          | Centrocampista | Fred            |     |
| 15         | Centrocampista | Fabinho         |     |
| 9          | Centrocampista | Gabriel Jesus   | 72' |
| 21         | Delantero      | Gabriel Barbosa | 46' |
| 10         | Delantero      | Neymar          |     |
| Entrenador | Entrenador     | Tite            |     |

| 1          | Guardameta     | Pedro Gallese     |     |
| 3          | Defensa        | Aldo Corzo        |     |
| 15         | Defensa        | Christian Ramos   |     |
| 2          | Defensa        | Luis Abram        |     |
| 16         | Defensa        | Marcos López      |     |
| 13         | Centrocampista | Renato Tapia      |     |
| 19         | Centrocampista | Yoshimar Yotún    | 74' |
| 18         | Centrocampista | André Carrillo    |     |
| 8          | Centrocampista | Sergio Peña       | 67' |
| 10         | Centrocampista | Christian Cueva   | 74' |
| 9          | Delantero      | Gianluca Lapadula | 67' |
| Entrenador | Entrenador     | Ricardo Gareca    |     |

| 11 | Centrocampista | Éverton Ribeiro | 46' |
| 7  | Delantero      | Richarlison     | 46' |
| 20 | Delantero      | Roberto Firmino | 72' |
| 16 | Defensa        | Renan Lodi      | 77' |
| 13 | Defensa        | Emerson         | 84' |

| 11 | Delantero      | Alex Valera   | 67' |
| 17 | Delantero      | Luis Iberico  | 67' |
| 7  | Centrocampista | Martín Távara | 74' |
| 23 | Centrocampista | Alexis Arias  | 74' |

| Anotado | 12'   | Alex Sandro     | 1–0 |
| Anotado | 68'   | Neymar          | 2–0 |
| Anotado | 89'   | Éverton Ribeiro | 3–0 |
| Anotado | 90+3' | Richarlison     | 4–0 |

| Amonestado | 59' | Gabriel Jesus |

| Amonestado | 23' | Christian Ramos |
| Amonestado | 44' | Yoshimar Yotún  |
| Amonestado | 82' | Alexis Arias    |

| Árbitro             | Patricio Loustau    |
| Árbitros asistentes | Gabriel Chade       |
| Árbitros asistentes | Ezequiel Brailovsky |
| Cuarto árbitro      | Facundo Tello       |
| VAR                 | Mauro Vigliano      |
| Adicional VAR       | Cristián Garay      |
| Asesor de árbitros  | Ubaldo Aquino       |

| 23         | Guardameta     | Ederson         |     |
| 2          | Defensa        | Danilo          | 84' |
| 14         | Defensa        | Éder Militão    |     |
| 3          | Defensa        | Thiago Silva    |     |
| 6          | Defensa        | Alex Sandro     | 77' |
| 19         | Centrocampista | Éverton         | 46' |
| 8          | Centrocampista | Fred            |     |
| 15         | Centrocampista | Fabinho         |     |
| 9          | Centrocampista | Gabriel Jesus   | 72' |
| 21         | Delantero      | Gabriel Barbosa | 46' |
| 10         | Delantero      | Neymar          |     |
| Entrenador | Entrenador     | Tite            |     |

| 1          | Guardameta     | Pedro Gallese     |     |
| 3          | Defensa        | Aldo Corzo        |     |
| 15         | Defensa        | Christian Ramos   |     |
| 2          | Defensa        | Luis Abram        |     |
| 16         | Defensa        | Marcos López      |     |
| 13         | Centrocampista | Renato Tapia      |     |
| 19         | Centrocampista | Yoshimar Yotún    | 74' |
| 18         | Centrocampista | André Carrillo    |     |
| 8          | Centrocampista | Sergio Peña       | 67' |
| 10         | Centrocampista | Christian Cueva   | 74' |
| 9          | Delantero      | Gianluca Lapadula | 67' |
| Entrenador | Entrenador     | Ricardo Gareca    |     |

| 11 | Centrocampista | Éverton Ribeiro | 46' |
| 7  | Delantero      | Richarlison     | 46' |
| 20 | Delantero      | Roberto Firmino | 72' |
| 16 | Defensa        | Renan Lodi      | 77' |
| 13 | Defensa        | Emerson         | 84' |

| 11 | Delantero      | Alex Valera   | 67' |
| 17 | Delantero      | Luis Iberico  | 67' |
| 7  | Centrocampista | Martín Távara | 74' |
| 23 | Centrocampista | Alexis Arias  | 74' |

| Anotado | 12'   | Alex Sandro     | 1–0 |
| Anotado | 68'   | Neymar          | 2–0 |
| Anotado | 89'   | Éverton Ribeiro | 3–0 |
| Anotado | 90+3' | Richarlison     | 4–0 |

| Amonestado | 59' | Gabriel Jesus |

| Amonestado | 23' | Christian Ramos |
| Amonestado | 44' | Yoshimar Yotún  |
| Amonestado | 82' | Alexis Arias    |

| Árbitro             | Patricio Loustau    |
| Árbitros asistentes | Gabriel Chade       |
| Árbitros asistentes | Ezequiel Brailovsky |
| Cuarto árbitro      | Facundo Tello       |
| VAR                 | Mauro Vigliano      |
| Adicional VAR       | Cristián Garay      |
| Asesor de árbitros  | Ubaldo Aquino       |

| Estadísticas      | Bandera de Brasil | Bandera de Perú |
| Tiros             | 17                | 7               |
| Tiros a puerta    | 9                 | 2               |
| Faltas            | 14                | 20              |
| Saques de esquina | 2                 | 3               |
| Penaltis          | 0                 | 0               |
| Fueras de juego   | 2                 | 0               |
| Posesión de balón | 55%               | 45%             |

#### Colombia vs. Perú
| Jornada 3; 20 de junio | Colombia         | 1:2 (0:1) | Perú                       | Estadio Olímpico, Goiânia                                                   |                                                                             |
| 21:00 (UTC-3)          | Borja 53' (pen.) | Reporte   | Peña 17' · Mina 64' (a.g.) | Asistencia: Sin espectadores Árbitro(s): Esteban Ostojich VAR: Andrés Cunha | Asistencia: Sin espectadores Árbitro(s): Esteban Ostojich VAR: Andrés Cunha |

| 1          | Guardameta     | David Ospina     |     |
| 2          | Defensa        | Stefan Medina    | 80' |
| 13         | Defensa        | Yerry Mina       |     |
| 23         | Defensa        | Davinson Sánchez |     |
| 6          | Defensa        | William Tesillo  |     |
| 21         | Centrocampista | Sebastián Pérez  | 60' |
| 5          | Centrocampista | Wilmar Barrios   |     |
| 11         | Centrocampista | Juan Cuadrado    |     |
| 10         | Centrocampista | Edwin Cardona    | 70' |
| 19         | Delantero      | Miguel Borja     |     |
| 7          | Delantero      | Duván Zapata     | 61' |
| Entrenador | Entrenador     | Reinaldo Rueda   |     |

| 1          | Guardameta     | Pedro Gallese     |       |
| 3          | Defensa        | Aldo Corzo        |       |
| 15         | Defensa        | Christian Ramos   |       |
| 22         | Defensa        | Alexander Callens |       |
| 16         | Defensa        | Marcos López      |       |
| 13         | Centrocampista | Renato Tapia      |       |
| 19         | Centrocampista | Yoshimar Yotún    |       |
| 18         | Centrocampista | André Carrillo    |       |
| 8          | Centrocampista | Sergio Peña       | 83'   |
| 10         | Centrocampista | Christian Cueva   | 90+2' |
| 9          | Delantero      | Gianluca Lapadula | 83'   |
| Entrenador | Entrenador     | Ricardo Gareca    |       |

| 8  | Centrocampista | Gustavo Cuéllar | 60' |
| 9  | Delantero      | Luis Muriel     | 61' |
| 28 | Delantero      | Yimmi Chará     | 70' |
| 20 | Delantero      | Alfredo Morelos | 80' |

| 20 | Delantero      | Santiago Ormeño  | 83'   |
| 14 | Centrocampista | Wilder Cartagena | 83'   |
| 24 | Centrocampista | Raziel García    | 90+2' |

| Anotado · Penal | 53' | Miguel Borja | 1–1 |

| Anotado           | 17' | Sergio Peña | 0–1 |
| Anotado · Autogol | 64' | Yerry Mina  | 1–2 |

| Amonestado | 29' | Miguel Borja |

| Amonestado | 43' | André Carrillo |
| Amonestado | 51' | Pedro Gallese  |

| Árbitro             | Esteban Ostojich |
| Árbitros asistentes | Martín Soppi     |
| Árbitros asistentes | Edwar Saavedra   |
| Cuarto árbitro      | Gery Vargas      |
| VAR                 | Andrés Cunha     |
| Adicional VAR       | Daniel Fedorczuk |
| Asesor de árbitros  | Amelio Andino    |

| 1          | Guardameta     | David Ospina     |     |
| 2          | Defensa        | Stefan Medina    | 80' |
| 13         | Defensa        | Yerry Mina       |     |
| 23         | Defensa        | Davinson Sánchez |     |
| 6          | Defensa        | William Tesillo  |     |
| 21         | Centrocampista | Sebastián Pérez  | 60' |
| 5          | Centrocampista | Wilmar Barrios   |     |
| 11         | Centrocampista | Juan Cuadrado    |     |
| 10         | Centrocampista | Edwin Cardona    | 70' |
| 19         | Delantero      | Miguel Borja     |     |
| 7          | Delantero      | Duván Zapata     | 61' |
| Entrenador | Entrenador     | Reinaldo Rueda   |     |

| 1          | Guardameta     | Pedro Gallese     |       |
| 3          | Defensa        | Aldo Corzo        |       |
| 15         | Defensa        | Christian Ramos   |       |
| 22         | Defensa        | Alexander Callens |       |
| 16         | Defensa        | Marcos López      |       |
| 13         | Centrocampista | Renato Tapia      |       |
| 19         | Centrocampista | Yoshimar Yotún    |       |
| 18         | Centrocampista | André Carrillo    |       |
| 8          | Centrocampista | Sergio Peña       | 83'   |
| 10         | Centrocampista | Christian Cueva   | 90+2' |
| 9          | Delantero      | Gianluca Lapadula | 83'   |
| Entrenador | Entrenador     | Ricardo Gareca    |       |

| 8  | Centrocampista | Gustavo Cuéllar | 60' |
| 9  | Delantero      | Luis Muriel     | 61' |
| 28 | Delantero      | Yimmi Chará     | 70' |
| 20 | Delantero      | Alfredo Morelos | 80' |

| 20 | Delantero      | Santiago Ormeño  | 83'   |
| 14 | Centrocampista | Wilder Cartagena | 83'   |
| 24 | Centrocampista | Raziel García    | 90+2' |

| Anotado · Penal | 53' | Miguel Borja | 1–1 |

| Anotado           | 17' | Sergio Peña | 0–1 |
| Anotado · Autogol | 64' | Yerry Mina  | 1–2 |

| Amonestado | 29' | Miguel Borja |

| Amonestado | 43' | André Carrillo |
| Amonestado | 51' | Pedro Gallese  |

| Árbitro             | Esteban Ostojich |
| Árbitros asistentes | Martín Soppi     |
| Árbitros asistentes | Edwar Saavedra   |
| Cuarto árbitro      | Gery Vargas      |
| VAR                 | Andrés Cunha     |
| Adicional VAR       | Daniel Fedorczuk |
| Asesor de árbitros  | Amelio Andino    |

| Estadísticas      | Bandera de Colombia | Bandera de Perú |
| Tiros             | 11                  | 12              |
| Tiros a puerta    | 4                   | 3               |
| Faltas            | 13                  | 12              |
| Saques de esquina | 4                   | 3               |
| Penaltis          | 1                   | 0               |
| Fueras de juego   | 1                   | 2               |
| Posesión de balón | 59%                 | 41%             |

#### Ecuador vs. Perú
| Jornada 4; 23 de junio | Ecuador                              | 2:2 (2:0) | Perú                        | Estadio Olímpico, Goiânia                                                      |                                                                                |
| 18:00 (UTC-3)          | Tapia 23' (a.g.) · E. Preciado 45+3' | Reporte   | Lapadula 49' · Carrillo 54' | Asistencia: Sin espectadores Árbitro(s): Gil Manzano VAR: De Burgos Bengoetxea | Asistencia: Sin espectadores Árbitro(s): Gil Manzano VAR: De Burgos Bengoetxea |

| 1          | Guardameta     | Hernán Galíndez       |       |
| 17         | Defensa        | Angelo Preciado       |       |
| 4          | Defensa        | Robert Arboleda       |       |
| 3          | Defensa        | Piero Hincapié        |       |
| 7          | Defensa        | Pervis Estupiñán      |       |
| 21         | Centrocampista | Alan Franco           | 82'   |
| 20         | Centrocampista | Jhegson Méndez        | 81'   |
| 23         | Centrocampista | Moisés Caicedo        |       |
| 18         | Centrocampista | Eduar Ayrton Preciado | 90+2' |
| 10         | Centrocampista | Damián Díaz           | 64'   |
| 9          | Delantero      | Leonardo Campana      | 64'   |
| Entrenador | Entrenador     | Gustavo Alfaro        |       |

| 1          | Guardameta     | Pedro Gallese     |       |
| 3          | Defensa        | Aldo Corzo        |       |
| 15         | Defensa        | Christian Ramos   |       |
| 22         | Defensa        | Alexander Callens |       |
| 6          | Defensa        | Miguel Trauco     |       |
| 13         | Centrocampista | Renato Tapia      |       |
| 19         | Centrocampista | Yoshimar Yotún    | 90+3' |
| 18         | Centrocampista | André Carrillo    |       |
| 8          | Centrocampista | Sergio Peña       | 78'   |
| 10         | Centrocampista | Christian Cueva   | 86'   |
| 9          | Delantero      | Gianluca Lapadula | 78'   |
| Entrenador | Entrenador     | Ricardo Gareca    |       |

| 15 | Centrocampista | Ángel Mena      | 64'   |
| 11 | Delantero      | Michael Estrada | 64'   |
| 6  | Centrocampista | Christian Noboa | 81'   |
| 26 | Delantero      | Jordy Caicedo   | 82'   |
| 8  | Delantero      | Fidel Martínez  | 90+2' |

| 14 | Centrocampista | Wilder Cartagena | 78'   |
| 20 | Delantero      | Santiago Ormeño  | 78'   |
| 5  | Defensa        | Miguel Araujo    | 86'   |
| 17 | Delantero      | Luis Iberico     | 90+3' |

| Anotado · Autogol | 23'   | Renato Tapia          | 1−0 |
| Anotado           | 45+3' | Eduar Ayrton Preciado | 2−0 |

| Anotado | 49' | Gianluca Lapadula | 2−1 |
| Anotado | 54' | André Carrillo    | 2−2 |

| Amonestado | 57' | Piero Hincapié |

| Amonestado | 88' | Christian Ramos |

| Árbitro             | Jesús Gil Manzano            |
| Árbitros asistentes | Diego Barbero                |
| Árbitros asistentes | Ángel Nevado                 |
| Cuarto árbitro      | Patricio Loustau             |
| VAR                 | Ricardo de Burgos Bengoetxea |
| Adicional VAR       | José Luis Munuera            |
| Asesor de árbitros  | Amelio Andino                |

| 1          | Guardameta     | Hernán Galíndez       |       |
| 17         | Defensa        | Angelo Preciado       |       |
| 4          | Defensa        | Robert Arboleda       |       |
| 3          | Defensa        | Piero Hincapié        |       |
| 7          | Defensa        | Pervis Estupiñán      |       |
| 21         | Centrocampista | Alan Franco           | 82'   |
| 20         | Centrocampista | Jhegson Méndez        | 81'   |
| 23         | Centrocampista | Moisés Caicedo        |       |
| 18         | Centrocampista | Eduar Ayrton Preciado | 90+2' |
| 10         | Centrocampista | Damián Díaz           | 64'   |
| 9          | Delantero      | Leonardo Campana      | 64'   |
| Entrenador | Entrenador     | Gustavo Alfaro        |       |

| 1          | Guardameta     | Pedro Gallese     |       |
| 3          | Defensa        | Aldo Corzo        |       |
| 15         | Defensa        | Christian Ramos   |       |
| 22         | Defensa        | Alexander Callens |       |
| 6          | Defensa        | Miguel Trauco     |       |
| 13         | Centrocampista | Renato Tapia      |       |
| 19         | Centrocampista | Yoshimar Yotún    | 90+3' |
| 18         | Centrocampista | André Carrillo    |       |
| 8          | Centrocampista | Sergio Peña       | 78'   |
| 10         | Centrocampista | Christian Cueva   | 86'   |
| 9          | Delantero      | Gianluca Lapadula | 78'   |
| Entrenador | Entrenador     | Ricardo Gareca    |       |

| 15 | Centrocampista | Ángel Mena      | 64'   |
| 11 | Delantero      | Michael Estrada | 64'   |
| 6  | Centrocampista | Christian Noboa | 81'   |
| 26 | Delantero      | Jordy Caicedo   | 82'   |
| 8  | Delantero      | Fidel Martínez  | 90+2' |

| 14 | Centrocampista | Wilder Cartagena | 78'   |
| 20 | Delantero      | Santiago Ormeño  | 78'   |
| 5  | Defensa        | Miguel Araujo    | 86'   |
| 17 | Delantero      | Luis Iberico     | 90+3' |

| Anotado · Autogol | 23'   | Renato Tapia          | 1−0 |
| Anotado           | 45+3' | Eduar Ayrton Preciado | 2−0 |

| Anotado | 49' | Gianluca Lapadula | 2−1 |
| Anotado | 54' | André Carrillo    | 2−2 |

| Amonestado | 57' | Piero Hincapié |

| Amonestado | 88' | Christian Ramos |

| Árbitro             | Jesús Gil Manzano            |
| Árbitros asistentes | Diego Barbero                |
| Árbitros asistentes | Ángel Nevado                 |
| Cuarto árbitro      | Patricio Loustau             |
| VAR                 | Ricardo de Burgos Bengoetxea |
| Adicional VAR       | José Luis Munuera            |
| Asesor de árbitros  | Amelio Andino                |

| Estadísticas      | Bandera de Ecuador | Bandera de Perú |
| Tiros             | 16                 | 7               |
| Tiros a puerta    | 6                  | 4               |
| Faltas            | 19                 | 11              |
| Saques de esquina | 13                 | 0               |
| Penaltis          | 0                  | 0               |
| Fueras de juego   | 1                  | 3               |
| Posesión de balón | 58%                | 42%             |

#### Venezuela vs. Perú
| Jornada 5; 27 de junio | Venezuela | 0:1 (0:0) | Perú         | Estadio Mané Garrincha, Brasilia                                            |                                                                             |
| 18:00 (UTC-3)          |           | Reporte   | Carrillo 48' | Asistencia: Sin espectadores Árbitro(s): Patricio Loustau VAR: Derlis López | Asistencia: Sin espectadores Árbitro(s): Patricio Loustau VAR: Derlis López |

| 1          | Guardameta     | Wuilker Faríñez    |     |
| 20         | Defensa        | Ronald Hernández   |     |
| 2          | Defensa        | Nahuel Ferraresi   |     |
| 14         | Defensa        | Luis Mago          |     |
| 3          | Defensa        | Mikel Villanueva   |     |
| 16         | Centrocampista | Roberto Rosales    | 69' |
| 5          | Centrocampista | Júnior Moreno      |     |
| 26         | Centrocampista | Edson Castillo     | 69' |
| 23         | Centrocampista | Cristian Cásseres  | 59' |
| 7          | Centrocampista | Jefferson Savarino | 59' |
| 11         | Delantero      | Sergio Córdova     | 78' |
| Entrenador | Entrenador     | José Peseiro       |     |

| 1          | Guardameta     | Pedro Gallese     |     |
| 3          | Defensa        | Aldo Corzo        |     |
| 5          | Defensa        | Miguel Araujo     |     |
| 22         | Defensa        | Alexander Callens | 27' |
| 6          | Defensa        | Miguel Trauco     |     |
| 13         | Centrocampista | Renato Tapia      | 73' |
| 19         | Centrocampista | Yoshimar Yotún    |     |
| 18         | Centrocampista | André Carrillo    | 73' |
| 8          | Centrocampista | Sergio Peña       |     |
| 10         | Centrocampista | Christian Cueva   | 83' |
| 9          | Delantero      | Gianluca Lapadula | 83' |
| Entrenador | Entrenador     | Ricardo Gareca    |     |

| 13 | Centrocampista | José Martínez      | 59' |
| 18 | Centrocampista | Rómulo Otero       | 59' |
| 10 | Centrocampista | Yeferson Soteldo   | 69' |
| 21 | Defensa        | Alexander González | 69' |
| 15 | Delantero      | Jan Hurtado        | 78' |

| 2  | Defensa        | Luis Abram       | 27' |
| 24 | Centrocampista | Raziel García    | 73' |
| 14 | Centrocampista | Wilder Cartagena | 73' |
| 20 | Delantero      | Santiago Ormeño  | 83' |
| 11 | Delantero      | Alex Valera      | 83' |

| Anotado | 48' | André Carrillo | 0−1 |

| Amonestado | 21' | Ronald Hernández |

| Árbitro             | Patricio Loustau |
| Árbitros asistentes | Gabriel Chade    |
| Árbitros asistentes | Eduardo Cardozo  |
| Cuarto árbitro      | Eber Aquino      |
| VAR                 | Derlis López     |
| Adicional VAR       | Juan Benítez     |
| Asesor de árbitros  | Enrique Cáceres  |

| 1          | Guardameta     | Wuilker Faríñez    |     |
| 20         | Defensa        | Ronald Hernández   |     |
| 2          | Defensa        | Nahuel Ferraresi   |     |
| 14         | Defensa        | Luis Mago          |     |
| 3          | Defensa        | Mikel Villanueva   |     |
| 16         | Centrocampista | Roberto Rosales    | 69' |
| 5          | Centrocampista | Júnior Moreno      |     |
| 26         | Centrocampista | Edson Castillo     | 69' |
| 23         | Centrocampista | Cristian Cásseres  | 59' |
| 7          | Centrocampista | Jefferson Savarino | 59' |
| 11         | Delantero      | Sergio Córdova     | 78' |
| Entrenador | Entrenador     | José Peseiro       |     |

| 1          | Guardameta     | Pedro Gallese     |     |
| 3          | Defensa        | Aldo Corzo        |     |
| 5          | Defensa        | Miguel Araujo     |     |
| 22         | Defensa        | Alexander Callens | 27' |
| 6          | Defensa        | Miguel Trauco     |     |
| 13         | Centrocampista | Renato Tapia      | 73' |
| 19         | Centrocampista | Yoshimar Yotún    |     |
| 18         | Centrocampista | André Carrillo    | 73' |
| 8          | Centrocampista | Sergio Peña       |     |
| 10         | Centrocampista | Christian Cueva   | 83' |
| 9          | Delantero      | Gianluca Lapadula | 83' |
| Entrenador | Entrenador     | Ricardo Gareca    |     |

| 13 | Centrocampista | José Martínez      | 59' |
| 18 | Centrocampista | Rómulo Otero       | 59' |
| 10 | Centrocampista | Yeferson Soteldo   | 69' |
| 21 | Defensa        | Alexander González | 69' |
| 15 | Delantero      | Jan Hurtado        | 78' |

| 2  | Defensa        | Luis Abram       | 27' |
| 24 | Centrocampista | Raziel García    | 73' |
| 14 | Centrocampista | Wilder Cartagena | 73' |
| 20 | Delantero      | Santiago Ormeño  | 83' |
| 11 | Delantero      | Alex Valera      | 83' |

| Anotado | 48' | André Carrillo | 0−1 |

| Amonestado | 21' | Ronald Hernández |

| Árbitro             | Patricio Loustau |
| Árbitros asistentes | Gabriel Chade    |
| Árbitros asistentes | Eduardo Cardozo  |
| Cuarto árbitro      | Eber Aquino      |
| VAR                 | Derlis López     |
| Adicional VAR       | Juan Benítez     |
| Asesor de árbitros  | Enrique Cáceres  |

| Estadísticas      | Bandera de Venezuela | Bandera de Perú |
| Tiros             | 10                   | 12              |
| Tiros a puerta    | 3                    | 4               |
| Faltas            | 17                   | 9               |
| Saques de esquina | 5                    | 4               |
| Penaltis          | 0                    | 0               |
| Fueras de juego   | 2                    | 3               |
| Posesión de balón | 43%                  | 47%             |

### Cuartos de final

#### Perú vs. Paraguay
| Cuartos de final; 2 de julio                                                    | Perú                                               | 3:3 (2:1) (4:3 p.)         | Paraguay                                                      | Estadio Olímpico, Goiânia                                                     |                                                                               |
| 18:00 (UTC-3)                                                                   | G. Gómez 21' (a.g.) · Lapadula 40' · Yotún 80'     | Reporte                    | G. Gómez 11' · Alonso 54' · Ávalos 90'                        | Asistencia: Sin espectadores Árbitro(s): Esteban Ostojich VAR: Mauro Vigliano | Asistencia: Sin espectadores Árbitro(s): Esteban Ostojich VAR: Mauro Vigliano |
|                                                                                 |                                                    | Tiros desde el punto penal |                                                               |                                                                               |                                                                               |
|                                                                                 | Lapadula · Yotún · Ormeño · Tapia · Cueva · Trauco |                            | Á. Romero · Alonso · D. Martínez · Samudio · Piris · Espínola |                                                                               |                                                                               |
| Perú avanzó a las semifinales tras ganar 4:3 en los tiros desde el punto penal. |                                                    |                            |                                                               |                                                                               |                                                                               |

| 1          | Guardameta     | Pedro Gallese       |       |
| 3          | Defensa        | Aldo Corzo          | 90+2' |
| 15         | Defensa        | Christian Ramos     |       |
| 4          | Defensa        | Anderson Santamaría |       |
| 6          | Defensa        | Miguel Trauco       |       |
| 13         | Centrocampista | Renato Tapia        |       |
| 19         | Centrocampista | Yoshimar Yotún      |       |
| 18         | Centrocampista | André Carrillo      |       |
| 8          | Centrocampista | Sergio Peña         |       |
| 10         | Centrocampista | Christian Cueva     | 60'   |
| 9          | Delantero      | Gianluca Lapadula   |       |
| Entrenador | Entrenador     | Ricardo Gareca      |       |

| 1          | Guardameta     | Antony Silva        |     |
| 13         | Defensa        | Alberto Espínola    |     |
| 15         | Defensa        | Gustavo Gómez       |     |
| 6          | Defensa        | Junior Alonso       |     |
| 24         | Defensa        | David Martínez      |     |
| 8          | Centrocampista | Richard Sánchez     | 83' |
| 23         | Centrocampista | Mathías Villasanti  | 79' |
| 16         | Centrocampista | Ángel Cardozo       | 46' |
| 19         | Centrocampista | Santiago Arzamendia | 83' |
| 11         | Delantero      | Ángel Romero        |     |
| 7          | Delantero      | Carlos González     | 68' |
| Entrenador | Entrenador     | Eduardo Berizzo     |     |

| 20 | Delantero | Santiago Ormeño | 60'   |
| 26 | Defensa   | Jhilmar Lora    | 90+2' |

| 2  | Defensa        | Robert Rojas   | 46' |
| 18 | Delantero      | Braian Samudio | 68' |
| 26 | Centrocampista | Robert Piris   | 79' |
| 28 | Delantero      | Julio Enciso   | 83' |
| 9  | Delantero      | Gabriel Ávalos | 83' |

| Anotado · Autogol | 21' | Gustavo Gómez     | 1–1 |
| Anotado           | 40' | Gianluca Lapadula | 2–1 |
| Anotado           | 80' | Yoshimar Yotún    | 3–2 |

| Anotado | 11' | Gustavo Gómez  | 0–1 |
| Anotado | 54' | Junior Alonso  | 2–2 |
| Anotado | 90' | Gabriel Ávalos | 3–3 |

|                   |                          | 0:1 | Acierto de penal          | Ángel Romero     |
| Gianluca Lapadula | Acierto de penal         | 1:1 |                           |                  |
|                   |                          | 1:2 | Acierto de penal          | Junior Alonso    |
| Yoshimar Yotún    | Acierto de penal         | 2:2 |                           |                  |
|                   |                          | 2:2 | Fallo de penal (desviado) | David Martínez   |
| Santiago Ormeño   | Fallo de penal (atajado) | 2:2 |                           |                  |
|                   |                          | 2:2 | Fallo de penal (desviado) | Braian Samudio   |
| Renato Tapia      | Acierto de penal         | 3:2 |                           |                  |
|                   |                          | 3:3 | Acierto de penal          | Robert Piris     |
| Christian Cueva   | Fallo de penal (atajado) | 3:3 |                           |                  |
|                   |                          | 3:3 | Fallo de penal (atajado)  | Alberto Espínola |
| Miguel Trauco     | Acierto de penal         | 4:3 |                           |                  |

| Amonestado | 15' | Anderson Santamaría |
| Amonestado | 60' | Christian Cueva     |
| Amonestado | 75' | André Carrillo      |

| Amonestado | 42' | Gustavo Gómez      |
| Amonestado | 49' | Mathías Villasanti |
| Amonestado | 87' | Alberto Espínola   |

| Otorgado · Expulsado | 85' | André Carrillo |

| Otorgado · Expulsado | 45+3' | Gustavo Gómez |

| Árbitro             | Esteban Ostojich |
| Árbitros asistentes | Carlos Barreiro  |
| Árbitros asistentes | Martín Soppi     |
| Cuarto árbitro      | Gery Vargas      |
| VAR                 | Mauro Vigliano   |
| Adicionales VAR     | Facundo Tello    |
| Adicionales VAR     | Alexander Guzmán |
| Asesor de árbitros  | Omar Ponce       |

| 1          | Guardameta     | Pedro Gallese       |       |
| 3          | Defensa        | Aldo Corzo          | 90+2' |
| 15         | Defensa        | Christian Ramos     |       |
| 4          | Defensa        | Anderson Santamaría |       |
| 6          | Defensa        | Miguel Trauco       |       |
| 13         | Centrocampista | Renato Tapia        |       |
| 19         | Centrocampista | Yoshimar Yotún      |       |
| 18         | Centrocampista | André Carrillo      |       |
| 8          | Centrocampista | Sergio Peña         |       |
| 10         | Centrocampista | Christian Cueva     | 60'   |
| 9          | Delantero      | Gianluca Lapadula   |       |
| Entrenador | Entrenador     | Ricardo Gareca      |       |

| 1          | Guardameta     | Antony Silva        |     |
| 13         | Defensa        | Alberto Espínola    |     |
| 15         | Defensa        | Gustavo Gómez       |     |
| 6          | Defensa        | Junior Alonso       |     |
| 24         | Defensa        | David Martínez      |     |
| 8          | Centrocampista | Richard Sánchez     | 83' |
| 23         | Centrocampista | Mathías Villasanti  | 79' |
| 16         | Centrocampista | Ángel Cardozo       | 46' |
| 19         | Centrocampista | Santiago Arzamendia | 83' |
| 11         | Delantero      | Ángel Romero        |     |
| 7          | Delantero      | Carlos González     | 68' |
| Entrenador | Entrenador     | Eduardo Berizzo     |     |

| 20 | Delantero | Santiago Ormeño | 60'   |
| 26 | Defensa   | Jhilmar Lora    | 90+2' |

| 2  | Defensa        | Robert Rojas   | 46' |
| 18 | Delantero      | Braian Samudio | 68' |
| 26 | Centrocampista | Robert Piris   | 79' |
| 28 | Delantero      | Julio Enciso   | 83' |
| 9  | Delantero      | Gabriel Ávalos | 83' |

| Anotado · Autogol | 21' | Gustavo Gómez     | 1–1 |
| Anotado           | 40' | Gianluca Lapadula | 2–1 |
| Anotado           | 80' | Yoshimar Yotún    | 3–2 |

| Anotado | 11' | Gustavo Gómez  | 0–1 |
| Anotado | 54' | Junior Alonso  | 2–2 |
| Anotado | 90' | Gabriel Ávalos | 3–3 |

|                   |                          | 0:1 | Acierto de penal          | Ángel Romero     |
| Gianluca Lapadula | Acierto de penal         | 1:1 |                           |                  |
|                   |                          | 1:2 | Acierto de penal          | Junior Alonso    |
| Yoshimar Yotún    | Acierto de penal         | 2:2 |                           |                  |
|                   |                          | 2:2 | Fallo de penal (desviado) | David Martínez   |
| Santiago Ormeño   | Fallo de penal (atajado) | 2:2 |                           |                  |
|                   |                          | 2:2 | Fallo de penal (desviado) | Braian Samudio   |
| Renato Tapia      | Acierto de penal         | 3:2 |                           |                  |
|                   |                          | 3:3 | Acierto de penal          | Robert Piris     |
| Christian Cueva   | Fallo de penal (atajado) | 3:3 |                           |                  |
|                   |                          | 3:3 | Fallo de penal (atajado)  | Alberto Espínola |
| Miguel Trauco     | Acierto de penal         | 4:3 |                           |                  |

| Amonestado | 15' | Anderson Santamaría |
| Amonestado | 60' | Christian Cueva     |
| Amonestado | 75' | André Carrillo      |

| Amonestado | 42' | Gustavo Gómez      |
| Amonestado | 49' | Mathías Villasanti |
| Amonestado | 87' | Alberto Espínola   |

| Otorgado · Expulsado | 85' | André Carrillo |

| Otorgado · Expulsado | 45+3' | Gustavo Gómez |

| Árbitro             | Esteban Ostojich |
| Árbitros asistentes | Carlos Barreiro  |
| Árbitros asistentes | Martín Soppi     |
| Cuarto árbitro      | Gery Vargas      |
| VAR                 | Mauro Vigliano   |
| Adicionales VAR     | Facundo Tello    |
| Adicionales VAR     | Alexander Guzmán |
| Asesor de árbitros  | Omar Ponce       |

| Estadísticas      | Bandera de Perú | Bandera de Paraguay |
| Tiros             | 12              | 14                  |
| Tiros a puerta    | 5               | 8                   |
| Faltas            | 19              | 13                  |
| Saques de esquina | 3               | 6                   |
| Penaltis          | 0               | 0                   |
| Fueras de juego   | 0               | 3                   |
| Posesión de balón | 55%             | 45%                 |

### Semifinales

#### Brasil vs. Perú
| Semifinales; 5 de julio | Brasil      | 1:0 (1:0) | Perú | Estadio Nilton Santos, Río de Janeiro                                    |                                                                          |
| 20:00 (UTC-3)           | Paquetá 35' | Reporte   |      | Asistencia: Sin espectadores Árbitro(s): Roberto Tobar VAR: Derlis López | Asistencia: Sin espectadores Árbitro(s): Roberto Tobar VAR: Derlis López |

| 23         | Guardameta     | Ederson       |       |
| 2          | Defensa        | Danilo        |       |
| 4          | Defensa        | Marquinhos    |       |
| 3          | Defensa        | Thiago Silva  |       |
| 16         | Defensa        | Renan Lodi    | 85'   |
| 8          | Centrocampista | Fred          | 85'   |
| 5          | Centrocampista | Casemiro      |       |
| 19         | Centrocampista | Éverton       | 70'   |
| 17         | Centrocampista | Lucas Paquetá | 90+2' |
| 7          | Centrocampista | Richarlison   | 85'   |
| 10         | Delantero      | Neymar        |       |
| Entrenador | Entrenador     | Tite          |       |

| 1          | Guardameta     | Pedro Gallese       |     |
| 22         | Defensa        | Alexander Callens   |     |
| 15         | Defensa        | Christian Ramos     | 46' |
| 4          | Defensa        | Anderson Santamaría |     |
| 3          | Centrocampista | Aldo Corzo          | 75' |
| 8          | Centrocampista | Sergio Peña         |     |
| 13         | Centrocampista | Renato Tapia        | 89' |
| 19         | Centrocampista | Yoshimar Yotún      |     |
| 6          | Centrocampista | Miguel Trauco       | 46' |
| 10         | Centrocampista | Christian Cueva     | 81' |
| 9          | Delantero      | Gianluca Lapadula   |     |
| Entrenador | Entrenador     | Ricardo Gareca      |     |

| 11 | Centrocampista | Éverton Ribeiro | 70'   |
| 15 | Centrocampista | Fabinho         | 85'   |
| 14 | Defensa        | Éder Militão    | 85'   |
| 18 | Delantero      | Vinícius Júnior | 85'   |
| 25 | Centrocampista | Douglas Luiz    | 90+2' |

| 16 | Defensa        | Marcos López    | 46' |
| 24 | Centrocampista | Raziel García   | 46' |
| 26 | Defensa        | Jhilmar Lora    | 75' |
| 20 | Delantero      | Santiago Ormeño | 81' |
| 7  | Centrocampista | Martín Távara   | 89' |

| Anotado | 35' | Lucas Paquetá | 1−0 |

| Amonestado | 89' | Vinícius Júnior |

| Amonestado | 56' | Yoshimar Yotún |
| Amonestado | 90' | Marcos López   |

| Árbitro             | Roberto Tobar       |
| Árbitros asistentes | Christian Schiemann |
| Árbitros asistentes | Claudio Ríos        |
| Cuarto árbitro      | Alexis Herrera      |
| Quinto árbitro      | Edwar Saavedra      |
| VAR                 | Derlis López        |
| Adicionales VAR     | Eber Aquino         |
| Adicionales VAR     | Milcíades Saldívar  |
| Asesor de árbitros  | Ubaldo Aquino       |

| 23         | Guardameta     | Ederson       |       |
| 2          | Defensa        | Danilo        |       |
| 4          | Defensa        | Marquinhos    |       |
| 3          | Defensa        | Thiago Silva  |       |
| 16         | Defensa        | Renan Lodi    | 85'   |
| 8          | Centrocampista | Fred          | 85'   |
| 5          | Centrocampista | Casemiro      |       |
| 19         | Centrocampista | Éverton       | 70'   |
| 17         | Centrocampista | Lucas Paquetá | 90+2' |
| 7          | Centrocampista | Richarlison   | 85'   |
| 10         | Delantero      | Neymar        |       |
| Entrenador | Entrenador     | Tite          |       |

| 1          | Guardameta     | Pedro Gallese       |     |
| 22         | Defensa        | Alexander Callens   |     |
| 15         | Defensa        | Christian Ramos     | 46' |
| 4          | Defensa        | Anderson Santamaría |     |
| 3          | Centrocampista | Aldo Corzo          | 75' |
| 8          | Centrocampista | Sergio Peña         |     |
| 13         | Centrocampista | Renato Tapia        | 89' |
| 19         | Centrocampista | Yoshimar Yotún      |     |
| 6          | Centrocampista | Miguel Trauco       | 46' |
| 10         | Centrocampista | Christian Cueva     | 81' |
| 9          | Delantero      | Gianluca Lapadula   |     |
| Entrenador | Entrenador     | Ricardo Gareca      |     |

| 11 | Centrocampista | Éverton Ribeiro | 70'   |
| 15 | Centrocampista | Fabinho         | 85'   |
| 14 | Defensa        | Éder Militão    | 85'   |
| 18 | Delantero      | Vinícius Júnior | 85'   |
| 25 | Centrocampista | Douglas Luiz    | 90+2' |

| 16 | Defensa        | Marcos López    | 46' |
| 24 | Centrocampista | Raziel García   | 46' |
| 26 | Defensa        | Jhilmar Lora    | 75' |
| 20 | Delantero      | Santiago Ormeño | 81' |
| 7  | Centrocampista | Martín Távara   | 89' |

| Anotado | 35' | Lucas Paquetá | 1−0 |

| Amonestado | 89' | Vinícius Júnior |

| Amonestado | 56' | Yoshimar Yotún |
| Amonestado | 90' | Marcos López   |

| Árbitro             | Roberto Tobar       |
| Árbitros asistentes | Christian Schiemann |
| Árbitros asistentes | Claudio Ríos        |
| Cuarto árbitro      | Alexis Herrera      |
| Quinto árbitro      | Edwar Saavedra      |
| VAR                 | Derlis López        |
| Adicionales VAR     | Eber Aquino         |
| Adicionales VAR     | Milcíades Saldívar  |
| Asesor de árbitros  | Ubaldo Aquino       |

| Estadísticas      | Bandera de Brasil | Bandera de Perú |
| Tiros             | 15                | 7               |
| Tiros a puerta    | 8                 | 2               |
| Faltas            | 12                | 16              |
| Saques de esquina | 3                 | 3               |
| Penaltis          | 0                 | 0               |
| Fueras de juego   | 0                 | 3               |
| Posesión de balón | 56%               | 44%             |

### Definición por el tercer puesto

#### Colombia vs. Perú
| Definición del tercer puesto; 9 de julio | Colombia                       | 3:2 (0:1) | Perú                     | Estadio Mané Garrincha, Brasilia                                         |                                                                          |
| 21:00 (UTC-3)                            | Cuadrado 49' · Díaz 66', 90+4' | Reporte   | Yotún 45' · Lapadula 82' | Asistencia: Sin espectadores Árbitro(s): Raphael Claus VAR: Wagner Reway | Asistencia: Sin espectadores Árbitro(s): Raphael Claus VAR: Wagner Reway |

| 12         | Guardameta     | Camilo Vargas   |       |
| 2          | Defensa        | Stefan Medina   |       |
| 13         | Defensa        | Yerry Mina      | 55'   |
| 3          | Defensa        | Óscar Murillo   |       |
| 6          | Defensa        | William Tesillo |       |
| 11         | Centrocampista | Juan Cuadrado   |       |
| 5          | Centrocampista | Wilmar Barrios  | 90+3' |
| 8          | Centrocampista | Gustavo Cuéllar | 83'   |
| 14         | Centrocampista | Luis Díaz       |       |
| 10         | Centrocampista | Edwin Cardona   | 46'   |
| 7          | Delantero      | Duván Zapata    | 55'   |
| Entrenador | Entrenador     | Reinaldo Rueda  |       |

| 1          | Guardameta     | Pedro Gallese       |     |
| 3          | Defensa        | Aldo Corzo          | 78' |
| 4          | Defensa        | Anderson Santamaría |     |
| 22         | Defensa        | Alexander Callens   |     |
| 16         | Defensa        | Marcos López        |     |
| 13         | Centrocampista | Renato Tapia        | 24' |
| 19         | Centrocampista | Yoshimar Yotún      |     |
| 8          | Centrocampista | Sergio Peña         | 78' |
| 10         | Centrocampista | Christian Cueva     | 69' |
| 18         | Centrocampista | André Carrillo      |     |
| 9          | Delantero      | Gianluca Lapadula   |     |
| Entrenador | Entrenador     | Ricardo Gareca      |     |

| 28 | Delantero | Yimmi Chará      | 46'   |
| 19 | Delantero | Miguel Borja     | 55'   |
| 23 | Defensa   | Davinson Sánchez | 55'   |
| 18 | Delantero | Rafael Borré     | 83'   |
| 9  | Delantero | Luis Muriel      | 90+3' |

| 14 | Centrocampista | Wilder Cartagena | 24' |
| 24 | Centrocampista | Raziel García    | 69' |
| 20 | Delantero      | Santiago Ormeño  | 78' |
| 26 | Defensa        | Jhilmar Lora     | 78' |

| Anotado | 49'   | Juan Cuadrado | 1–1 |
| Anotado | 66'   | Luis Díaz     | 2–1 |
| Anotado | 90+4' | Luis Díaz     | 3–2 |

| Anotado | 45' | Yoshimar Yotún    | 0–1 |
| Anotado | 82' | Gianluca Lapadula | 2–2 |

| Amonestado | 45+5' | Edwin Cardona  |
| Amonestado | 62'   | Wilmar Barrios |
| Amonestado | 87'   | Óscar Murillo  |

| Amonestado | 50' | Christian Cueva |
| Amonestado | 63' | André Carrillo  |

| Árbitro             | Raphael Claus   |
| Árbitros asistentes | Bruno Pires     |
| Árbitros asistentes | Danilo Manis    |
| Cuarto árbitro      | Gery Vargas     |
| VAR                 | Wagner Reway    |
| Adicionales VAR     | Rafael Traci    |
| Adicionales VAR     | Eduardo Cardozo |
| Adicionales VAR     | Leodán González |
| Asesor de árbitros  | Roberto Perassi |

| 12         | Guardameta     | Camilo Vargas   |       |
| 2          | Defensa        | Stefan Medina   |       |
| 13         | Defensa        | Yerry Mina      | 55'   |
| 3          | Defensa        | Óscar Murillo   |       |
| 6          | Defensa        | William Tesillo |       |
| 11         | Centrocampista | Juan Cuadrado   |       |
| 5          | Centrocampista | Wilmar Barrios  | 90+3' |
| 8          | Centrocampista | Gustavo Cuéllar | 83'   |
| 14         | Centrocampista | Luis Díaz       |       |
| 10         | Centrocampista | Edwin Cardona   | 46'   |
| 7          | Delantero      | Duván Zapata    | 55'   |
| Entrenador | Entrenador     | Reinaldo Rueda  |       |

| 1          | Guardameta     | Pedro Gallese       |     |
| 3          | Defensa        | Aldo Corzo          | 78' |
| 4          | Defensa        | Anderson Santamaría |     |
| 22         | Defensa        | Alexander Callens   |     |
| 16         | Defensa        | Marcos López        |     |
| 13         | Centrocampista | Renato Tapia        | 24' |
| 19         | Centrocampista | Yoshimar Yotún      |     |
| 8          | Centrocampista | Sergio Peña         | 78' |
| 10         | Centrocampista | Christian Cueva     | 69' |
| 18         | Centrocampista | André Carrillo      |     |
| 9          | Delantero      | Gianluca Lapadula   |     |
| Entrenador | Entrenador     | Ricardo Gareca      |     |

| 28 | Delantero | Yimmi Chará      | 46'   |
| 19 | Delantero | Miguel Borja     | 55'   |
| 23 | Defensa   | Davinson Sánchez | 55'   |
| 18 | Delantero | Rafael Borré     | 83'   |
| 9  | Delantero | Luis Muriel      | 90+3' |

| 14 | Centrocampista | Wilder Cartagena | 24' |
| 24 | Centrocampista | Raziel García    | 69' |
| 20 | Delantero      | Santiago Ormeño  | 78' |
| 26 | Defensa        | Jhilmar Lora     | 78' |

| Anotado | 49'   | Juan Cuadrado | 1–1 |
| Anotado | 66'   | Luis Díaz     | 2–1 |
| Anotado | 90+4' | Luis Díaz     | 3–2 |

| Anotado | 45' | Yoshimar Yotún    | 0–1 |
| Anotado | 82' | Gianluca Lapadula | 2–2 |

| Amonestado | 45+5' | Edwin Cardona  |
| Amonestado | 62'   | Wilmar Barrios |
| Amonestado | 87'   | Óscar Murillo  |

| Amonestado | 50' | Christian Cueva |
| Amonestado | 63' | André Carrillo  |

| Árbitro             | Raphael Claus   |
| Árbitros asistentes | Bruno Pires     |
| Árbitros asistentes | Danilo Manis    |
| Cuarto árbitro      | Gery Vargas     |
| VAR                 | Wagner Reway    |
| Adicionales VAR     | Rafael Traci    |
| Adicionales VAR     | Eduardo Cardozo |
| Adicionales VAR     | Leodán González |
| Asesor de árbitros  | Roberto Perassi |

| Estadísticas      | Bandera de Colombia | Bandera de Perú |
| Tiros             | 12                  | 10              |
| Tiros a puerta    | 6                   | 3               |
| Faltas            | 18                  | 8               |
| Saques de esquina | 6                   | 2               |
| Penaltis          | 0                   | 0               |
| Fueras de juego   | 1                   | 1               |
| Posesión de balón | 45%                 | 55%             |

## Estadísticas

### Participación de jugadores
| N.° | Pos        | Jugador       | PJ | Minutos jugados | Goles recibidos | Atajos | Tarjetas amarillas | Doble tarjeta amarilla y roja | Tarjetas rojas |
| --- | ---------- | ------------- | -- | --------------- | --------------- | ------ | ------------------ | ----------------------------- | -------------- |
| 1   | Guardameta | Pedro Gallese | 7  | 660             | 14              | 30     | 1                  | 0                             | 0              |
| 12  | Guardameta | Carlos Cáceda | 0  | 0               | 0               | 0      | 0                  | 0                             | 0              |
| 21  | Guardameta | José Carvallo | 0  | 0               | 0               | 0      | 0                  | 0                             | 0              |

| N.° | Pos            | Jugador             | PJ | Minutos jugados | Goles | Asistencias | Tarjetas Amarillas | Doble tarjeta amarilla y roja | Tarjetas rojas |
| --- | -------------- | ------------------- | -- | --------------- | ----- | ----------- | ------------------ | ----------------------------- | -------------- |
| 2   | Defensa        | Luis Abram          | 2  | 153             | 0     | 0           | 0                  | 0                             | 0              |
| 3   | Defensa        | Aldo Corzo          | 7  | 603             | 0     | 0           | 0                  | 0                             | 0              |
| 4   | Defensa        | Anderson Santamaría | 3  | 270             | 0     | 0           | 1                  | 0                             | 0              |
| 5   | Defensa        | Miguel Araujo       | 2  | 94              | 0     | 0           | 0                  | 0                             | 0              |
| 6   | Defensa        | Miguel Trauco       | 4  | 315             | 0     | 0           | 0                  | 0                             | 0              |
| 7   | Centrocampista | Martín Távara       | 2  | 17              | 0     | 0           | 0                  | 0                             | 0              |
| 8   | Centrocampista | Sergio Peña         | 7  | 576             | 1     | 0           | 0                  | 0                             | 0              |
| 9   | Delantero      | Gianluca Lapadula   | 7  | 581             | 3     | 1           | 0                  | 0                             | 0              |
| 10  | Centrocampista | Christian Cueva     | 7  | 543             | 0     | 2           | 2                  | 0                             | 0              |
| 11  | Delantero      | Alex Valera         | 2  | 30              | 0     | 0           | 0                  | 0                             | 0              |
| 13  | Centrocampista | Renato Tapia        | 7  | 546             | 0     | 0           | 0                  | 0                             | 0              |
| 14  | Centrocampista | Wilder Cartagena    | 4  | 92              | 0     | 0           | 0                  | 0                             | 0              |
| 15  | Defensa        | Christian Ramos     | 5  | 405             | 0     | 0           | 2                  | 0                             | 0              |
| 16  | Defensa        | Marcos López        | 4  | 315             | 0     | 0           | 1                  | 0                             | 0              |
| 17  | Delantero      | Luis Iberico        | 2  | 23              | 0     | 0           | 0                  | 0                             | 0              |
| 18  | Delantero      | André Carrillo      | 6  | 518             | 2     | 1           | 4                  | 0                             | 1              |
| 19  | Centrocampista | Yoshimar Yotún      | 7  | 614             | 2     | 1           | 2                  | 0                             | 0              |
| 20  | Delantero      | Santiago Ormeño     | 6  | 87              | 0     | 0           | 0                  | 0                             | 0              |
| 22  | Defensa        | Alexander Callens   | 5  | 387             | 0     | 0           | 0                  | 0                             | 0              |
| 23  | Centrocampista | Alexis Arias        | 1  | 16              | 0     | 0           | 0                  | 0                             | 0              |
| 24  | Centrocampista | Raziel García       | 4  | 83              | 0     | 1           | 0                  | 0                             | 0              |
| 25  | Defensa        | Renzo Garcés        | 0  | 0               | 0     | 0           | 0                  | 0                             | 0              |
| 26  | Defensa        | Jhilmar Lora        | 3  | 27              | 0     | 0           | 0                  | 0                             | 0              |

### Goleadores
| N.°   | Jugador           | Anotado | PJ | Prom. | Jugada | Cabeza | TL | Penal |
| ----- | ----------------- | ------- | -- | ----- | ------ | ------ | -- | ----- |
| 1     | Gianluca Lapadula | 3       | 7  | 0.43  | 3      | 0      | 0  | 0     |
| 2     | Andre Carrillo    | 2       | 6  | 0.33  | 2      | 0      | 0  | 0     |
| 2     | Yoshimar Yotún    | 2       | 7  | 0.29  | 2      | 0      | 0  | 0     |
| 3     | Sergio Peña       | 1       | 7  | 0.14  | 1      | 0      | 0  | 0     |
| Total | Total             | 8       | 27 | 0.3   | 8      | 0      | 0  | 0     |

### Asistencias
| N.°   | Jugador           | Asistencia | Jugada | Cabeza | TL | SdE |
| ----- | ----------------- | ---------- | ------ | ------ | -- | --- |
| 1     | Christian Cueva   | 2          | 1      | 0      | 0  | 0   |
| 2     | Raziel García     | 1          | 1      | 0      | 0  | 0   |
| 2     | André Carrillo    | 1          | 1      | 0      | 0  | 0   |
| 2     | Gianluca Lapadula | 1          | 1      | 0      | 0  | 0   |
| 2     | Yoshimar Yotún    | 1          | 1      | 0      | 0  | 0   |
| Total | Total             | 6          | 6      | 0      | 0  | 0   |

### Sanciones disciplinarias
| N.°   | Jugador             | Amonestado | Otorgado · Expulsado | Expulsado | Sanción                  |
| ----- | ------------------- | ---------- | -------------------- | --------- | ------------------------ |
| 1     | André Carrillo      | 4          | 1                    | 0         | Un partido (Semifinales) |
| 2     | Christian Ramos     | 2          | 0                    | 0         |                          |
| 2     | Yoshimar Yotún      | 2          | 0                    | 0         |                          |
| 2     | Christian Cueva     | 2          | 0                    | 0         |                          |
| 3     | Alexis Arias        | 1          | 0                    | 0         |                          |
| 3     | Pedro Gallese       | 1          | 0                    | 0         |                          |
| 3     | Martín Távara       | 1          | 0                    | 0         |                          |
| 3     | Anderson Santamaría | 1          | 0                    | 0         |                          |
| Total | Total               | 14         | 1                    | 0         |                          |